# Gutsverwaltung (Obenhausen)

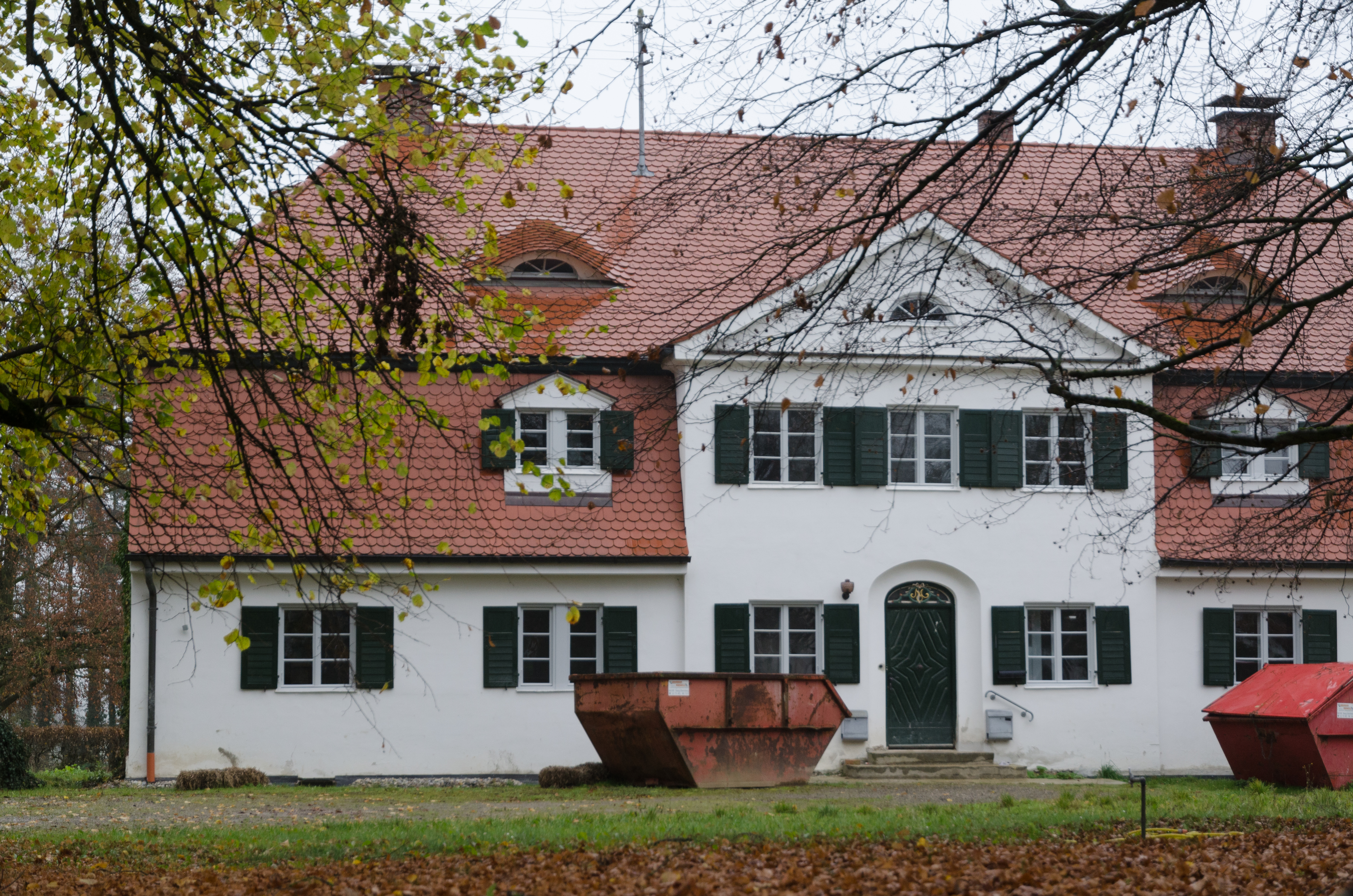
Gutsverwaltung in Obenhausen (2013)

Das Gebäude der Gutsverwaltung in Obenhausen, einem Gemeindeteil von Buch im Landkreis Neu-Ulm in Bayern, wurde 1919/20 errichtet. Das Bauwerk an der Graf-Moy-Straße 17 ist ein geschütztes Baudenkmal.

## Beschreibung
Der breitgelagerte, erdgeschossige Bau mit Mansarddach und wenig vorkragenden Zwerchhäusern wurde nach Plänen von Franz Zell errichtet. Der Baustil lehnt sich an klassizistische Gutshäuser an.